# Fantom (film 2000)
Fantom (port. O Fantasma) – portugalski dramat filmowy z 2000 roku w reżyserii João Pedro Rodriguesa. W rolach głównych wystąpili Ricardo Meneses, Beatriz Torcato i Andre Barbosa. Meneses zrezygnował z pracy w branży filmowej wkrótce po premierze projektu. Zdjęcia kręcono w Lizbonie.
Po raz pierwszy film został wyświetlony w trakcie Międzynarodowego Festiwalu Filmowego w Wenecji we wrześniu 2000 roku. Debiutancka pełnometrażowa produkcja Rodriguesa została wówczas uznana za kontrowersyjną; mimo to, reżyser zdobył nominację do nagrody Złotego Lwa. Na przestrzeni lat 2000−2004 obraz prezentowany był widzom światowych festiwali. Krytycy przyznali filmowi pozytywne recenzje. Chwalono odważne sceny erotyczne, grę aktorską Ricardo Menesesa, a także śmiałą estetykę i aranżację dzieła.

## Opis fabuły
Fabuła obrazu skupia się na losach Sérgio, nieszczęśliwego młodego mężczyzny, który zatraca się w obsesji na punkcie atrakcyjnego motocyklisty i stopniowo zaczyna popadać w obłęd. Fantom czerpie z estetyki charakterystycznej dla kina artystycznego, nie zawiera żadnej muzyki, jest bogaty w sceny gejowskiej erotyki.

## Obsada
- Ricardo Meneses − Sérgio
- Beatriz Torcato − Fátima
- Andre Barbosa − João
- Eurico Vieira − Virgilio
- Joaquim Oliveira − Mário
- Maria Paola Porru − matka Sérgio
- Jorge Almeida − policjant

## Festiwale filmowe
Film zaprezentowano podczas następujących festiwali filmowych:
- 2000: Włochy − Międzynarodowy Festiwal Filmowy w Wenecji
- 2000: Grecja − Międzynarodowy Festiwal Filmowy w Salonikach
- 2001: Stany Zjednoczone − Seattle International Film Festival, New York Lesbian and Gay Film Festival, Philadelphia International Gay and Lesbian Film Festival, Reel Affirmations International Gay and Lesbian Film Festival
- 2001: Czechy − Międzynarodowy Festiwal Filmowy w Karlowych Warach
- 2001: Węgry − Titanic International Filmpresence Festival
- 2001: Belgia − Film Fest Gent, Pink Screens Film Festival
- 2001: Norwegia − Bergen International Film Festival
- 2004: Republika Południowej Afryki − Johannesburg Pride South Africa Gay and Lesbian Film Festival
- 2006: Kolumbia − Festival de Cine Europeo
- 2009: Islandia − Reykjavík International Film Festival
- 2011: Korea Południowa − Międzynarodowy Festiwal Filmowy w Busan
- 2013: Japonia − retrospektywa filmów João Pedro Rodriguesa

## Nagrody i wyróżnienia
- 2000, 57. Międzynarodowy Festiwal Filmowy w Wenecji:
  - nominacja do nagrody Złotego Lwa w konkursie głównym (wyróżniony: João Pedro Rodrigues)[2]
- 2000, Entrevues Film Festival:
  - Grand Prix w kategorii najlepszy film zagraniczny (João Pedro Rodrigues; ex aequo z filmem Our Song w reżyserii Jima McKaya)[2]
- 2001, Golden Globes, Portugal:
  - nominacja do nagrody Golden Globe w kategorii najlepszy aktor (Ricardo Meneses)[2]
- 2001, New York Lesbian and Gay Film Festival:
  - nagroda dla najlepszego filmu fabularnego (João Pedro Rodrigues)[2]